# (36769) 2000 RT94
2000 RT94 (asteroide 36769) é um asteroide da cintura principal. Possui uma excentricidade de 0.12032700 e uma inclinação de 5.10503º.
Este asteroide foi descoberto no dia 4 de setembro de 2000 por LONEOS em Anderson Mesa.